# Rudolf Jehle
Rudolf Jehle (* 20. Februar 1894; † 18. Dezember 1970) war ein Liechtensteiner Sportschütze.

## Karriere
Rudolf Jehle trat bei den Olympischen Spielen 1936 in Berlin in der Disziplin 50 Meter Kleinkaliber liegend an. Er belegte den 63. Rang.